# Женская юниорская сборная России по волейболу
Женская юниорская сборная России по волейболу — женская волейбольная сборная, представляющая Россию на международных юниорских соревнованиях. Возрастной ценз игроков — до 18 лет (чемпионаты мира и (до 2017) Европы), до 17 лет (чемпионаты Европы с 2018). Управляющей организацией сборной выступает Всероссийская федерация волейбола. 

## История
Дебют женской юниорской сборной России по волейболу состоялся в 1993 году на Европейских юношеских олимпийских днях (с 2001 — фестиваль), проходивших в Нидерландах. В волейбольном турнире соревнований среди девушек команда России под руководством тренера Валерия Юрьева одержала победу, переиграв в финале сверстниц из Украины. В сентябре того же года в Словакии российская сборная выиграла «золото» юниорского чемпионата мира. Победительницами обоих турниров стали в частности такие игроки как Е.Година и Л.Соколова, в скором времени ставшие лидерами национальной сборной страны.
В 1995 году российские девушки выиграли «серебро» сначала на первом юниорском чемпионате Европы, а затем и на чемпионате мира среди игроков возрастом до 18 лет. В 1997 сборная России стала серебряным призёром европейского первенства, а затем победителем первенства мира среди юниоров. Спустя два года молодые россиянки выиграли «бронзу» чемпионата мира, после чего на протяжении 6 лет попасть в число призёров юниорских соревнований (кроме юношеского олимпийского фестиваля) им не удавалось.
В 2005 и 2007 юниорская сборная России трижды становилась обладателем медалей официальных соревнований, после чего вновь наступило медальное «затишье» на 8 лет.
Новый подъём результатов российских юниорок произошёл с 2015 года, когда сборная России четырежды подряд выигрывала чемпионаты Европы среди девушек, а в 2021 после 28-летнего перерыва победила и на юниорском чемпионате мира.

## Результаты выступлений

### Чемпионаты мира среди девушек
| Год   | Игры                 | Выигрыши             | Поражения            | С/П                  | Место  |
| ----- | -------------------- | -------------------- | -------------------- | -------------------- | ------ |
| 1993  | 7                    | 7                    | 0                    |                      | 1-е    |
| 1995  | 7                    |                      |                      |                      | 2-е    |
| 1997  | 7                    | 5                    | 2                    | 15:7                 | 2-е    |
| 1999  | 4                    | 1                    | 3                    | 8:9                  | 9—12-е |
| 2001  | 6                    | 4                    | 2                    | 12:11                | 6-е    |
| 2003  | 6                    | 4                    | 2                    | 14:9                 | 7-е    |
| 2005  | 7                    | 5                    | 2                    | 17:8                 | 2-е    |
| 2007  | 8                    | 6                    | 2                    | 21:13                | 3-е    |
| 2009  | не квалифицировалась | не квалифицировалась | не квалифицировалась | не квалифицировалась |        |
| 2011  | не квалифицировалась | не квалифицировалась | не квалифицировалась | не квалифицировалась |        |
| 2013  | не квалифицировалась | не квалифицировалась | не квалифицировалась | не квалифицировалась |        |
| 2015  | 8                    | 6                    | 2                    | 18:10                | 7-е    |
| 2017  | 8                    | 7                    | 1                    | 21:7                 | 3-е    |
| 2019  | 8                    | 6                    | 2                    | 21:10                | 7-е    |
| 2021  | 8                    | 8                    | 0                    | 21:2                 | 1-е    |
| Всего | 84                   |                      |                      |                      |        |

### Чемпионаты Европы среди девушек
| Год   | Игры                 | Выигрыши             | Поражения            | С/П                  | Место |
| ----- | -------------------- | -------------------- | -------------------- | -------------------- | ----- |
| 1995  | 5                    | 3                    | 2                    | 10:7                 | 2-е   |
| 1997  | 5                    | 5                    | 0                    | 15:7                 | 1-е   |
| 1999  | 5                    | 4                    | 1                    | 14:7                 | 3-е   |
| 2001  | 5                    | 3                    | 2                    | 9:6                  | 5-е   |
| 2003  | 5                    | 2                    | 3                    | 10:9                 | 4-е   |
| 2005  | 5                    | 3                    | 2                    | 11:8                 | 2-е   |
| 2007  | 5                    | 3                    | 2                    | 10:8                 | 5-е   |
| 2009  | 4                    | 2                    | 2                    | 7:8                  | 9-е   |
| 2011  | не квалифицировалась | не квалифицировалась | не квалифицировалась | не квалифицировалась |       |
| 2013  | 7                    | 2                    | 5                    | 12:17                | 8-е   |
| 2015  | 7                    | 6                    | 1                    | 19:8                 | 1-е   |
| 2017  | 7                    | 5                    | 2                    | 15:9                 | 1-е   |
| 2018  | 7                    | 6                    | 1                    | 20:7                 | 1-е   |
| 2020  | 6                    | 6                    | 0                    | 18:2                 | 1-е   |
| Всего | 73                   | 50                   | 23                   | 170:103              |       |

### Отборочные турниры чемпионатов Европы среди девушек
| Год   | Игры | Выигрыши | Поражения | С/П    | Место        |
| ----- | ---- | -------- | --------- | ------ | ------------ |
| 2001  | 3    | 3        | 0         | 9:1    | 1-е в группе |
| 2003  | 3    | 3        | 0         | 9:0    | 1-е в группе |
| 2005  | 5    | 5        | 0         | 15:0   | 1-е в группе |
| 2007  | 4    | 4        | 0         | 12:1   | 1-е в группе |
| 2009  | 5    | 5        | 0         | 15:2   | 1-е в группе |
| 2011  | 4    | 2        | 2         | 8:7    | 3-е в группе |
| 2013  | 5    | 4        | 1         | 14:4   | 2-е в группе |
| 2015  | 3    | 3        | 0         | 9:1    | 1-е в группе |
| 2017  | 3    | 3        | 0         | 9:2    | 1-е в группе |
| 2018  | 2    | 2        | 0         | 6:1    | 1-е в группе |
| 2020  | 5    | 5        | 0         | 15:0   | 1-е в зоне   |
| 2022  | 4    | 4        | 0         | 12:0   | 1-е в зоне   |
| Всего | 46   | 43       | 3         | 133:19 |              |

### Европейский юношеский Олимпийский фестиваль
| Год   | Игры           | Выигрыши       | Поражения      | С/П            | Место |
| ----- | -------------- | -------------- | -------------- | -------------- | ----- |
| 1995  |                |                |                |                | 1-е   |
| 1995  |                |                |                |                | 3-е   |
| 1997  |                |                |                |                | 1-е   |
| 1999  |                |                |                |                | 2-е   |
| 2001  |                |                |                |                | 3-е   |
| 2005  | не участвовала | не участвовала | не участвовала | не участвовала |       |
| 2007  | не участвовала | не участвовала | не участвовала | не участвовала |       |
| 2009  | 5              | 4              | 1              | 14:7           | 2-е   |
| 2011  | не участвовала | не участвовала | не участвовала | не участвовала |       |
| 2013  | не участвовала | не участвовала | не участвовала | не участвовала |       |
| 2015  | 5              | 3              | 2              | 11:6           | 5-е   |
| 2017  | 5              | 3              | 2              | 11:6           | 3-е   |
| 2019  | 5              | 5              | 0              | 15:3           | 1-е   |
| Всего |                |                |                |                |       |

## Составы
- ЧМ-1993: Елена Година, Ольга Губайдулина, Светлана Губайдулина, Ирина Донец, Мария Лихтенштейн, Наталия Макарова, Юлия Обатнина, Наталья Сафронова, Марина Синиченко, Любовь Соколова, Александра Сорокина, Лариса Якунина. Тренер — Валерий Юрьев.
- ЧЕ-1995: Наталья Алимова, Анастасия Беликова, Елена Василевская, Анжела Гурьева, Елена Плотникова, Анна Паженина, Светлана Салюлева, Наталья Сафронова, Елена Сенникова, Ирина Тебенихина, Елена Фильманович, Наталья Юрасова. Тренер — Валерий Юрьев.
- ЧМ-1995: Наталья Алимова, Анастасия Беликова, Елена Василевская, Татьяна Горшкова, Анжела Гурьева, Елена Плотникова, Анна Паженина, Наталья Сафронова, Елена Сенникова, Ирина Тебенихина, Елена Фильманович, Наталья Юрасова. Тренер — Валерий Юрьев.
- ЧЕ-1997: Анна Артамонова, Анна Великанова, Екатерина Гамова, Татьяна Горшкова, Анжела Гурьева, Ольга Коновалова, Евгения Кузянина, Олеся Макарова, Валерия Пушненкова, Алёна Спирякова, Ольга Чуканова, Екатерина Шицелова. Тренер — Валерий Юрьев.
- ЧМ-1997: Анна Артамонова, Анна Великанова, Екатерина Гамова, Татьяна Горшкова, Анжела Гурьева, Ольга Коновалова, Олеся Макарова, Анна Попова, Валерия Пушненкова, Алёна Спирякова, Ольга Чуканова, Екатерина Шицелова. Тренер — Валерий Юрьев.
- ЧЕ-1999: Анна Андронова, Ольга Григорьева, Наталья Караулова, Наталья Куликова, Александра Ларина, Наталья Никифорова, Анна Попова, Александра Пролубникова, Анна Симонова, Ольга Фатеева, Зоя Филиппова, Анастасия Ярцева. Тренер — Валерий Юрьев.
- ЧЕ-2005: Александра Виноградова, Наталья Дианская, Елена Коваленко, Татьяна Кошелева, Наталья Назарова, Екатерина Панкова, Елена Пешехонова, Юлия Подскальная, Виктория Русакова, Елена Самойлова, Ирина Стратанович, Ольга Федорченко. Тренер — Ирина Беспалова.
- ЧМ-2005: Александра Виноградова, Ирина Гунбина, Наталья Дианская, Елена Коваленко, Татьяна Кошелева, Наталья Назарова, Екатерина Панкова, Елена Пешехонова, Юлия Подскальная, Виктория Русакова, Елена Самойлова, Ирина Стратанович. Тренер — Ирина Беспалова.
- ЧМ-2007: Екатерина Богачёва, Ольга Ефимова, Анна Киселёва, Евгения Кондрашкина, Анна Коновалова, Ксения Кравченко, Ксения Наумова, Екатерина Панкова, Ирина Смирнова, Дарья Чикризова, Виктория Червова, Татьяна Щукина. Тренер — Ришат Гилязутдинов.
- ЮОФ-2009: Анастасия Бавыкина, Алла Галеева, Наталья Думчева, Анастасия Корниенко, Екатерина Лаврова, Анастасия Ляпушкина, Яна Манзюк, Екатерина Петрова, Анастасия Петухова, Валерия Сафонова, Наталья Ходунова, Алина Ярошик. Тренер — Ирина Беспалова.
- ЧЕ-2015: Инна Балыко, Мария Воробьёва, Ангелина Емелина, Олеся Иванова, Елизавета Котова, Ангелина Лазаренко, Анастасия Максимова, Александра Оганезова, Ксения Плигунова, Дарья Рысева, Ксения Смирнова, Анастасия Стальная. Тренер — Светлана Сафронова.
- ЧЕ-2017: Мария Боговская, Юлия Бровкина, Ольга Зверева, Татьяна Кадочкина, Ангелина Никашова, Ольга Новикова, Виктория Пушина, Вероника Распутная, Ирина Соболева, Валерия Шевчук, Варвара Шепелева, Оксана Якушина. Тренер — Александр Кариков.
- ЮОФ-2017: Мария Боговская, Юлия Бровкина, Ольга Зверева, Екатерина Пипунырова, Виктория Пушина, Вероника Распутная, Дарья Рубей, Ирина Соболева, Валерия Шевчук, Полина Шеманова, Варвара Шепелева, Оксана Якушина. Тренер — Александр Кариков.
- ЧМ-2017: Александра Борисова, Юлия Бровкина, Ольга Зверева, Татьяна Кадочкина, Ангелина Никашова, Виктория Пушина, Вероника Распутная, Ирина Соболева, Валерия Шевчук, Полина Шеманова, Варвара Шепелева, Оксана Якушина. Тренер — Александр Кариков.
- ЧЕ-2018: Вита Акимова, Елизавета Апаликова, Валерия Горбунова, Елизавета Гошева, Орталь Ивги, Елизавета Кочурина, Полина Матвеева, Александра Мурушкина, Валерия Перова, Елизавета Попова, Наталья Слаутина, Варвара Шубина. Тренер — Светлана Сафронова.
- ЮОФ-2019: Вита Акимова, Валерия Горбунова, Елизавета Гошева, Орталь Ивги, Елизавета Кочурина, Александра Мурушкина, Валерия Перова, Елизавета Попова, Татьяна Селютина, Наталья Слаутина, Анастасия Чернова, Варвара Шубина. Тренер — Светлана Сафронова.
- ЧЕ-2020: Ирина Артюхина, Виктория Демидова, Вероника Думрауф, Анастасия Жаброва, Дарья Заманская, Виктория Кобзарь, Алина Попова, Динара Сабитова, Наталья Суворова, Арина Федоровцева, Анна Хабибрахманова, Оксана Швыдкая. Тренер — Александр Кариков.
- ЧМ-2021: Ирина Артюхина, Виктория Демидова, Анастасия Жаброва, Дарья Заманская, Анастасия Капралова, Виктория Кобзарь, Алина Попова, Алина Рубцова, Варвара Сергеева, Наталья Суворова, Анна Хабибрахманова, Оксана Швыдкая. Тренер — Александр Кариков.

## Тренеры
| - 1993—2001 — Валерий Юрьев - 2003 — Надежда Шелихова - 2005 — Ирина Беспалова - 2007 — Ришат Гилязутдинов - 2009 — Ирина Беспалова | - 2013 — Юрий Щуплов - 2015 — Светлана Сафронова - 2017 — Александр Кариков - 2018—2019 — Светлана Сафронова - с 2020 — Александр Кариков |

## Состав
Юниорская сборная России на чемпионате мира 2021.
| №  | Имя, фамилия        | Год рождения | Рост | Амплуа      | Клуб                                    |
| -- | ------------------- | ------------ | ---- | ----------- | --------------------------------------- |
| 1  | Наталья Суворова    | 2004         | 191  | центральная | «Северянка» Череповец                   |
| 3  | Анастасия Капралова | 2004         | 184  | нападающая  | «Локомотив»-2 Калининград               |
| 5  | Виктория Демидова   | 2005         | 187  | нападающая  | «Заречье-Одинцово» Московская область   |
| 6  | Ирина Артюхина      | 2004         | 186  | нападающая  | «Заречье-Одинцово» Московская область   |
| 7  | Дарья Заманская     | 2004         | 181  | нападающая  | «Динамо-Ак Барс» Казань                 |
| 8  | Алина Рубцова       | 2004         | 180  | связующая   | «Ленинградка» Санкт-Петербург           |
| 9  | Алина Попова        | 2005         | 185  | нападающая  | «Смена» Череповец                       |
| 11 | Оксана Швыдкая      | 2004         | 198  | нападающая  | «Уралочка»-2-УрГЭУ Свердловская область |
| 13 | Виктория Кобзарь    | 2004         | 183  | связующая   | «Смена» Череповец                       |
| 16 | Анна Хабибрахманова | 2004         | 174  | либеро      | «Смена» Череповец                       |
| 17 | Анастасия Жаброва   | 2004         | 190  | центральная | «Локомотив» Калининград                 |
| 18 | Варвара Сергеева    | 2004         | 196  | центральная | «Динамо-Ак Барс» Казань                 |

- Главный тренер — Александр Кариков.
- Тренер — Евгений Конягин.